# Litteraturåret 2009

## Händelser
- 5 mars – Lotta Lotass blir invald i Svenska Akademien.[1]

## Priser och utmärkelser
- Nobelpriset – Herta Müller, Rumänien[2]
- Augustpriset
  - Skönlitterär bok: Steve Sem-Sandberg för De fattiga i Łódź (Bonniers)
  - Fackbok: Brutus Östling och Susanne Åkesson för Att överleva dagen (Symposion)
  - Barn- och ungdomsbok: Ylva Karlsson, Katarina Kuick, Sara Lundberg och Lilian Bäckman för Skriv om och om igen (X Publishing)
- ABF:s litteratur- & konststipendium – Marjaneh Bakhtiari
- Aftonbladets litteraturpris – Helena Eriksson
- Aniarapriset – Erik Eriksson
- Aspenströmpriset – Lina Ekdahl
- Astrid Lindgren-priset – Olof Landström, Lena Landström
- Axel Hirschs pris – Marie-Louise Rodén och Henrika Tandefelt
- Bellmanpriset – Ann Jäderlund
- BMF-plaketten – Jonas Jonasson för Hundraåringen som klev ut genom fönstret och försvann
- BMF-Barnboksplaketten – Pija Lindenbaum för Siv sover vilse
- Bookerpriset – Hilary Mantel för Wolf Hall
- Borås Tidnings debutantpris – Sara Mannheimer för Reglerna
- Cervantespriset – José Emilio Pacheco
- Dan Andersson-priset – Björn Jadling
- De Nios Stora Pris – Steve Sem-Sandberg
- De Nios Vinterpris – Christine Falkenland och Ellen Mattson
- De Nios översättarpris – Erik Ågren, Hans Blomqvist, Jan Stolpe, Karin Löfdahl, Kerstin Gustafsson, Meta Ottosson och Staffan Skott
- Disapriset – Pär Holmgren
- Doblougska priset – Ellen Mattson och Ingela Strandberg, Sverige samt Thure Erik Lund och Gunnhild Øyehaug, Norge
- Ekelöfpriset – Gunnar D. Hansson
- Elsa Thulins översättarpris – Inger Johansson
- Emil-priset – Johanna Thydell
- Erik Lindegren-priset – Tomas Tranströmer
- Lilla Erik Lindegren-priset – Emma-Sofia Olsson, Kiruna
- Franz Kafka-priset – Peter Handke
- Gerard Bonniers pris – Claes Hylinger
- Gerard Bonniers essäpris – Gunnar D. Hansson
- Gerard Bonniers lyrikpris – Helena Eriksson
- Gleerups skönlitterära pris – Aris Fioretos
- Gleerups facklitterära pris – Lena Sundström
- Grand Prix du roman de l'Académie française – Pierre Michon för Les onze
- Gun och Olof Engqvists stipendium – Mikael van Reis
- Göteborgs-Postens litteraturpris – Kerstin Norborg
- Hedenvind-plaketten – Åsa Linderborg
- Internationella Bookerpriset – Alice Munro
- Ivar Lo-priset – Fredrik Ekelund
- Jacques Outin-priset – Maria Björkman
- Jerusalempriset – Haruki Murakami
- Johan Hansson-priset – Martin Gelin för boken Det amerikanska löftet. Barack Obamas väg till Vita Huset och Andreas Malm för boken Hatet mot muslimer
- John Landquists pris – Ola Larsmo
- Kallebergerstipendiet – Ida Börjel
- Karin Boyes litterära pris – Martina Lowden
- Karl Vennbergs pris – Eva-Stina Byggmästar
- Katapultpriset – Hassan Loo Sattarvandi för Still
- Kellgrenpriset – Bengt Emil Johnson
- Letterstedtska priset för översättningar – Ulla Roseen för översättningen av Tolstojs Anna Karenina
- Litteraturpriset till Astrid Lindgrens minne – Tamerinstitutet i Palestina
- Lotten von Kræmers pris – Elisabeth Mansén
- Lundequistska bokhandelns litteraturpris – Lars Ardelius
- Lydia och Herman Erikssons stipendium – Malte Persson
- Man Booker International Prize – Alice Munro, Kanada
- Mare Kandre-priset – Jonas Brun
- Moa-priset – Anita Goldman
- Nordiska rådets litteraturpris – Per Petterson för Jeg förbanner tidens elv
- Samfundet De Nios Särskilda pris – Ingrid Arvidsson, Per Agne Erkelius, Ola Sigurdsson och Maja Hagerman
- Schückska priset – Beata Agrell
- Signe Ekblad-Eldhs pris – Håkan Anderson
- Stiftelsen Natur & Kulturs översättarpris – Lena Grumbach och Magnus Hedlund
- Stiftelsen Selma Lagerlöfs litteraturpris – Lars Gustafsson
- Stig Sjödinpriset – Malin Klingzell-Brulin
- Stina Aronsons pris – Lotta Lotass
- Studieförbundet Vuxenskolans författarpris – Carin Hjulström
- Svenska Akademiens nordiska pris – Kjell Askildsen, Norge
- Svenska Akademiens tolkningspris – Peter Graves
- Svenska Akademiens översättarpris – Ulla Bruncrona
- Svenska Dagbladets litteraturpris – Johanna Holmström för Camera Obscura
- Sveriges Radios Romanpris – Elsie Johansson för Sin ensamma kropp
- Sveriges Radios Novellpris – Petra Revenue för novellen Den bästa utsikten
- Sveriges Radios Lyrikpris – Björner Torsson
- Tegnérpriset – Eva Helen Ulvros
- Tidningen Vi:s litteraturpris – Karolina Ramqvist
- Tollanderska priset – Leif Salmén
- Tucholskypriset – Dawit Isaak, Sverige/Eritrea
- Villa Massimo – Silke Scheuermann och Durs Grünbein.
- Österrikiska statens pris för europeisk litteratur – P.O. Enquist
- Övralidspriset – Kristina Lugn

## Nya böcker

### A – G
- Bert och ryska invasionen av Anders Jacobsson och Sören Olsson[3]
- De från norr kommande leoparderna av Bodil Malmsten
- Den sista cigaretten av Klas Östergren
- Den vita döden av Björn Hellberg
- Edens bakgård av P.C. Jersild
- Finger Lickin' Fifteen av Janet Evanovich
- Fru Freud och jag av Anna Lytsy
- Gamla Stan-morden av Lars Bill Lundholm
- Gyllene dagar av Håkan Sandell

### H – N
- Hornsgatan av Ernst Brunner
- Hundraåringen som klev ut genom fönstret och försvann av Jonas Jonasson
- I cirklarna runt av Cilla Naumann
- Ingen rövare finns i skogen av Astrid Lindgren (postumt)[4]
- Inneboende brist av Thomas Pynchon
- Jag var en arier av Tony Samuelsson
- Jag vill inte dö, jag vill bara leva av Ann Heberlein[5]
- Jag vill inte tjäna av Ola Larsmo
- Juliette eller Lastbarhetens fördelar: Del I-II av markis de Sade
- Kall feber av Jerker Virdborg
- Madicken och Lisabet på Junibacken av Astrid Lindgren[6]
- Memory of Light av Robert Jordan
- Mordets praktik av Kerstin Ekman
- Många människor dör som du av Lina Wolff
- Niceville av Kathryn Stockett

### O – U
- Osynlig av Paul Auster
- Plum Spooky av Janet Evanovich
- På knä i Köpenhamn av Lars och Niklas Gårdfeldt
- Stockholm School of Economics, The first 100 years av Jonas Rehnberg
- Sune i Grekland av Anders Jacobsson och Sören Olsson[7]
- Svinhugg av Marianne Cedervall
- Swede av Pauline Wolff
- The Price of Love av Peter Robinson
- Tre sekunder av Roslund & Hellström

### V – Ö
- Än jublar fågelsången av Stewe Claeson

## Avlidna
- 1 januari – Johannes Mario Simmel, 84, österrikisk författare.
- 2 januari – Inger Christensen, 73, dansk poet, romanförfattare, pjäsförfattare och essayist.
- 27 januari – John Updike, 76, amerikansk författare.
- 30 januari – Sune Jonsson, 78, svensk dokumentärfotograf och författare.
- 30 januari – Per Erik Wahlund, 85, svensk författare och översättare.
- 4 februari – Arnljot Eggen, 85, norsk författare.
- 25 februari – Philip José Farmer, 91, amerikansk science fiction-författare.
- 26 februari – Ulla Olin-Nilson, 88, svensk författare.
- 13 mars – Karin Janzon, 95, svensk översättare, Tintin.[8]
- 24 mars – Göran Schildt, 92, finlandssvensk författare.
- 25 mars – Karl-Aage Schwartzkopf, 89, svensk barnboksförfattare.
- 4 april – Erik Sjödin, 90, svensk författare och agronom.
- 8 april – Nicke Sjödin, 74, svensk författare.
- 14 april – Maurice Druon, 90, fransk författare.
- 19 april – J.G. Ballard, 78, brittisk författare.
- 2 maj – Marilyn French, 79, amerikansk författare.
- 15 maj – John-Lennart Linder, 98, svensk barn- och ungdomsboksförfattare och filmregissör.
- 17 maj – Mario Benedetti, 88, uruguayansk författare.
- 2 juni – David Eddings, 77, amerikansk fantasyförfattare.
- 16 juni – Celia Fremlin, 95, brittisk deckarförfattare.
- 27 juni – Willy Kyrklund, 88, finländsk-svensk författare.
- 4 juli – Lasse Strömstedt, 74, svensk författare.
- 6 juli – Vasilij Aksionov, 76, rysk författare.
- 10 juli – Ebba Haslund, 91, norsk författare.
- 19 juli – Frank McCourt, 78, irländsk-amerikansk författare.
- 26 augusti – Dominick Dunne, 83, amerikansk författare och journalist.
- 28 augusti – Ingegerd Leczinsky, 98, svensk översättare.
- 4 september – Keith Waterhouse, 80, engelsk författare.
- 10 september – Carl M:son Mannerfelt, 96, svensk författare och vetenskapsman.
- 11 september – Sarane Alexandrian, 82, fransk essäist och romanförfattare.
- 16 september – Barbara Winckelmann, 88, finlandssvensk författare.
- 18 september – Irving Kristol, 89, amerikansk neokonservativ ideolog, författare och debattör.
- 25 september – Willy Breinholst, 91, dansk författare.
- 29 september – Anu Kaipainen, 76, finländsk författare.
- 4 oktober – Veikko Huovinen, 82, finsk författare.
- 8 oktober – Lars Werkö, 91, svensk läkare och författare.
- 18 oktober – James Pattinson, 93, brittisk thrillerförfattare.
- 21 oktober – Lionel Davidson, 87, brittisk kriminalförfattare, The Chelsea Murders.
- 3 november – Francisco Ayala, 103, spansk författare.
- 22 november – Thomas Brylla, 65, svensk bibliotekarie, författare och förläggare.
- 30 november – Milorad Pavić, 80, serbisk författare och litteraturhistoriker.
- 21 december – Harry Järv, 88, finländsk krigsveteran, författare, redaktör, bibliotekarie och översättare.
- 24 december – Bernt Erikson, 88, svensk författare.
- 25 december – Radovan Ivšić, 88, kroatisk poet och dramatiker.

### Fotnoter
1. ↑  Svenska Akademiens ledamotsregister
2. ↑  ”Nobelpriset i litteratur”. https://www.nobelprize.org/prizes/lists/all-nobel-prizes-in-literature/. Läst 20 mars 2011.
3. ↑  ”Adlibris”. Arkiverad från originalet den 21 december 2014. https://web.archive.org/web/20141221155305/http://www.adlibris.com/dn/product.aspx?isbn=9174051385. Läst 30 januari 2011.
4. ↑  ”Astrid Lindgren”. http://www.astridlindgren.se/verken/bocker/bilderbocker. Läst 21 mars 2011.
5. ↑  Gradvall, Nordström, Nordström, Rabe, Jan, Björn, Ulf, Anina. Tusen svenska klassiker. Norstedts Förlagsgrup. Läst 12
6. ↑  ”Astrid Lindgren”. http://www.astridlindgren.se/verken/bocker/samlingsvolymer. Läst 21 mars 2011.
7. ↑  Boktips Arkiverad 28 juni 2012 hämtat från the Wayback Machine.
8. ↑  Dödsannons publicerad i Svenska Dagbladet den 4 april 2009.